# Gloss
Gloss (Xiang Po), un personaje ficticio de DC Comics, exmiembro de los Nuevos Guardianes (New Guardians) y actual miembro de los Guardianes Globales (Global Guardians).

## Historia
Los creadores de los Green Lantern Corps, los Guardianes del Universo, habían planeado crear a sus sucesores, una razo de nuevos Guardianes en la Tierra, y para esto uno de ellos se reunió con una mujer alienígena Zamaron. Ambos enfocaron sus poderes en el "Proyecto Millennium" y reunieron a diez personas para instruirlos acerca de la naturaleza del cosmos y proporcionarles la inmortalidad y poderes metahumanos. Una de estas personas fue una joven china llamada Xiang Po, a quienes los Guardianes le dieron el poder extraer energía de las Líneas del Dragón terrestres (campos de energía mística que corren a lo largo y ancho del planeta). Ella se convirtió en Gloss y, junto con los otros héroes que habían creado los Guardianes, formó parte del grupo llamado (muy apropiadamente) los Nuevos Guardianes. Originalmente, Gloss tenía la misión de pasar su ADN mejorado a su descendencia y estaba buscando una pareja adecuada pero abandonó su búsqueda cuando el grupo se disolvió.

### Un año después
Durante los acontecimientos de Un año después, Gloss aparece como una Guardiana Global en el grupo que ahora dirige su excompañera Jet.

## Poderes
Gloss posee inmortalidad y el poder de extraer energía de las Líneas del Dragón de la Tierra. Estas líneas de poder místico la llenan de una fuerza increíble y la hacen tremendamente resistente. También puede comandar las Líneas del Dragón para manipular la energía terrestre y crear terremotos y afectar el ecosistema.
- Datos: Q3772457